# Sepp Allgeier
Sepp (Josef) Allgeier, né le 6 février 1895 à Fribourg-en-Brisgau en grand-duché de Bade et mort le 11 mars 1968  à Ebnet (de) (Fribourg-en-Brisgau), est un directeur de la photographie et réalisateur allemand.

## Liminaire
Hans Schneeberger, Sepp Allgeier, Albert Benitz, Walter Riml et Richard Angst sont des cinéastes, pionniers de la prise de vue en montagne, qui firent partie de la Freiburger Berg-und Sportfilm GmbH, une société de production cinématographique spécialisée dans le tournage de films de montagne et de sports, fondée le 8 mai 1920 par Arnold Fanck et Odo I. Deodatus Tauern (de) à Fribourg-en-Brisgau.

## Biographie
Fils de Philip Allgeier, un architecte, Sepp Allgeier effectue en 1910 un apprentissage dans la société textile August Gotthart à Fribourg-en-Brisgau. En 1911, il travaille comme opérateur de prise de vue (cadreur), pour la société Express-Film-Gesellschaft et réalise des reportages photographiques et cinématographiques. Ainsi dans les Balkans, en 1913, il réalisa des documentaires sur la deuxième guerre serbo-turque.
En 1912, il filme le premier film allemand de cinéma de montagne et, un an plus tard, il est le premier cadreur allemand à participer à l'expédition au Svalbard (Spitzberg) de Theodor Lerner. Cette même année, il travaille comme cadreur pour la société Freiburger Expressfilms Co GmbH et tourne avec Arnold Fanck un film sur l'ascension du Mont Rose, 4628 Meter hoch auf Skiern.
Pendant la Première Guerre mondiale, Allgeier est correspondant de guerre auprès de la 5e Armée. En 1918, il devient le premier directeur de la photographie de la Freiburger Berg-und Sportfilm GmbH d'Arnold Fanck et tourne des films comme Das Wunder des Schneeschuhs (1920) et L'Enfer blanc du Piz Palü (1929). Il travaille également avec d'autres sociétés cinématographiques et des réalisateurs comme Georg Wilhelm Pabst, Mario Bonnard (Le Drame du Mont-Cernin en 1928) et Luis Trenker (Les Monts en flamme en 1931 et L'Homme révolté en 1932).
Pendant la période nazie, il est promu directeur de la photographie de Leni Riefenstahl (Le Triomphe de la volonté 1934/35). En 1936, il est nommé sénateur de la Culture du Reich. En 1939 et 1940, au cours de la Seconde Guerre mondiale, en tant que membre du groupe de Leni Riefenstahl, il filme la campagne de Pologne et travaille de 1940 à 1945 pour la Wehrmacht ainsi que sur plusieurs longs métrages.
Après 1945, il retourne à Fribourg, et est directeur de la photographie d'événements sportifs, comme le Tour d'Allemagne cycliste ou les Jeux Olympiques d'Helsinki en 1952. En 1953, il est directeur de la photographie pour la Südwestfunk à Baden-Baden. Il démissionne en 1955, mais reste pigiste pour cette chaîne jusqu'en 1966.
Il a également joué dans quelques films.
Il est le père du cadreur Hans-Jörg Allgeier.
Sepp Allgeier est inhumé au cimetière de Fribourg-Günterstal.

## Prix et honneurs
Sepp Allgeier reçoit le Prix du cinéma (Filmband in Gold (de)) pour ses nombreuses années d'excellent travail pour le cinéma allemand.

## Filmographie
comme directeur de la photo
- 1913 : 4628 Meter hoch auf Skiern - Besteigung des Monte Rosa (aussi réalisation)
- 1926 : La Montagne sacrée d'Arnold Fanck
- 1927 : Le Grand Saut d'Arnold Fanck
- 1928 : Das weiße Stadion (Le Stade blanc) d'Arnold Fanck (documentaire)
- 1929 : Le Journal d'une fille perdue de Georg Wilhelm Pabst
- 1929 : L'Enfer blanc du Piz Palü d'Arnold Fanck et Georg Wilhelm Pabst
- 1931 : Les Monts en flamme
- 1932 : L'Homme révolté
- 1933 : La Victoire de la foi de Leni Riefenstahl
- 1935 : Tu m'appartiens (Escape Me Never), de Paul Czinner
- 1938 : Le Défi de Luis Trenker